# Cynthia Addai-Robinson
Cynthia Addai-Robinson (Londres, 12 de janeiro de 1985) é uma atriz britânica.

## Filmografia
| Ano         | Título                          | Papel                |
| ----------- | ------------------------------- | -------------------- |
| 2002        | The Education of Max Bickford   | Susan                |
| 2005        | Law & Order: Trial by Jury      | Lillian Beaudriville |
| 2005        | Law & Order: Criminal Intent    | Jeanette             |
| 2006        | Justice                         | Debra Mortin         |
| 2007        | Dash 4 Cash                     | Meredith             |
| 2007        | A.M.P.E.D.                      | Paige Moscavell      |
| 2007        | CSI: Miami                      | Courtney Rinella     |
| 2007        | Dirt                            |                      |
| 2007        | Entourage                       | Assistente           |
| 2007        | Life                            | Stephanie            |
| 2009        | Numb3rs                         | Trisha Moreno        |
| 2009        | CSI: NY                         | Dr. Karita Neville   |
| 2009        | FlashForward                    | Debbie               |
| 2010        | NCIS: Los Angeles               |                      |
| 2012        | Spartacus: Vengeance            | Naevia               |
| 2012        | Colombiana                      | Alicia Restrepo      |
| 2013        | Spartacus: War of the Damned    | Naevia               |
| 2013        | The Vampire Diaries             | Aja                  |
| 2013        | King & Maxwell                  | Megan Ainsley        |
| 2013        | Jodi Arias: Dirty Little Secret | Leslie               |
| 2013        | Star Trek Into Darkness         | Franciscana          |
| 2013        | Arrow                           | Amanda Waller        |
| 2015        | Texas Rising                    | Emily D. West        |
| 2016        | The Accountant                  | Marybeth Medina      |
| 2016 - 2018 | Shooter (PT-BR: O Atirador)     | Nadine Memphis       |